# Hornissen-Ragwurz
Die Hornissen-Ragwurz (Ophrys crabronifera), die auch Hohe Ragwurz genannt wird, ist eine Art der Gattung Ragwurzen (Ophrys) und damit der Familie der Orchideen. Sie blüht von März bis April.

## Merkmale
Diese mehrjährige krautige Pflanze hat zwei eiförmige bis kugelige Knollen und erreicht Wuchshöhen zwischen 20 und 60 cm. Am Grund des Stängels wachsen ein bis zwei Schuppenblätter. Vier bis sechs Laubblätter sind in einer Grundrosette zusammengefasst und ein bis zwei scheidige Blätter findet man weiter oben am Stängel. Der langgestreckte Blütenstand besteht aus drei bis sieben, selten auch zwölf Blüten, die von den unteren Tragblättern oft überragt werden. Die eiförmig-lanzettlichen Kelchblätter erscheinen meist weißlich bis rosa, selten auch gelblich-grün. Die breit dreckigen, behaarten Kronblätter sind rosa bis rot, selten auch grünlich gefärbt. Die schwach gehöckerte Lippe erscheint dunkel rötlich-braun mit einem helleren meist gelb gefärbten Basalfeld. Die gesamte Randzone der Lippe ist dicht und lang behaart. Das graubraune Mal erscheint entweder in Form zweier isolierter oder verbundener Punkte. Die Basalschwielen sind bräunlich bis schwärzlich gefärbt.

## Ökologie
Als Bestäuber wird die Biene Anthophora plumipes genannt.

## Standort und Verbreitung
Man findet diese Orchidee meist in Küstennähe in lichten Kiefernwälder, Garriguen und auf Magerrasen mit mäßig trockenen bis feuchten, basenreichen Böden bis zu einer Höhe von 600 Meter über NN. Das Verbreitungsgebiet erstreckt sich über den zentralen Mittelmeerraum. In Italien findet man diese Art entlang der Westküste von der Provinz Livorno bis Salerno. Auf Korsika muss man um Bastia und Bonifacio suchen.

## Taxonomie
Die Hornissen-Ragwurz wurde 1820 von Ernesto Mauri (1791–1836) in Romanarum Plantarum Centuria decimatertia auctore Ernesto Mauri Band 13, Seite 42, Tafel 2, Figur 1 als Ophrys crabronifera erstbeschrieben.
Die Hornissen-Ragwurz (Ophrys crabronifera Sebast. & Mauri) hat die Synonyme: Ophrys argolica subsp. crabronifera (Sebast. & Mauri) Faurh., Ophrys fuciflora subsp. pollinensis E.Nelson und Ophrys pollinensis E.Nelson ex Devillers-Tersch. & Devillers.